# Kick-Ass (seria komiksów)
Kick-Ass – amerykańska seria komiksowa autorstwa scenarzysty Marka Millara i rysownika Johna Romity Jr., ukazująca się od 2008 do 2014 w ramach imprintu Icon wydawnictwa Marvel Comics, a od 2018 nakładem wydawnictwa Image Comics. Po polsku publikuje ją Mucha Comics.

## Fabuła
Kick-Ass (dosłownie po angielsku "kopacz tyłków") to opowieść o Dave Lizewskim, nastoletnim miłośniku komiksów, który zostaje superbohaterem w przebraniu. Jego działania zostają rozpowszechnione w Internecie i stają się inspiracją dla innych. Drogi Dave'a krzyżują się drogami dwojga mścicieli: zamaskowanej dziewczynki Hit-Girl i jej ojcem o pseudonimie Big Daddy, którzy planują pokonać gangstera Johna Genovese. Komiks obfituje w bardzo drastyczne sceny walk.

## Tomy zbiorcze
| Tom | Tytuł i rok wydania polskiego | Tytuł i rok wydania oryginalnego | Zawarość                                         |
| --- | ----------------------------- | -------------------------------- | ------------------------------------------------ |
| 1   | Kick-Ass (2013)               | Kick-Ass (2010)                  | Kick-Ass – zeszyty 1–8                           |
| 2   | Kick-Ass (2014)               | Kick-Ass 2 (2013)                | Hit-Girl – zeszyty 1–5; Kick-Ass 2 – zeszyty 1–7 |
| 3   | Kick-Ass 3 (2014)             | Kick-Ass 3 (2014)                | Kick-Ass 3 – zeszyty 1–8                         |
| 4   | Kick-Ass: Nowa (2020)         | Kick-Ass: The New Girl (2018)    | Kick-Ass: The New Girl – zeszyty 1–6             |

## Seria pobocznaHit-Girl
Od 2018 nakładem Image Comics w trybie miesięcznika ukazuje się kontynuacja Kick-Ass, zatytułowana Hit-Girl.

## Adaptacje filmowe
W 2010 miała premierę filmowa adaptacja komiksu, zatytułowana Kick-Ass, w reżyserii Matthew Vaughna, w której wystąpili Aaron Johnson, Chloë Moretz, Christopher Mintz-Plasse, Mark Strong i Nicolas Cage, a w 2013 ukazała się kontynuacja – Kick-Ass 2.